# Kala (álbum)
Kala es el segundo álbum de estudio de la cantante y compositora británica M.I.A., lanzado en agosto de 2007. El álbum incluye composiciones musicales que abarcan desde los géneros dance al hip hop alternativo. Principalmente, fue escrito y producido por la misma M.I.A., sin embargo, algunos temas incluyeron colaboraciones con los productores Switch, Diplo y Timbaland.
El título del álbum es el nombre de la madre de la cantante, en contraste a su predecesor Arular, nombrado a su padre. Las pistas del álbum fueron grabadas en 2006 y 2007, en diferentes lugares del mundo, incluyendo a India y Trinidad. Algunos temas iban a grabarse en Estados Unidos pero, debido a los problemas con la visa de la cantante, no se efectuaron.
Kala fue magníficamente aclamado por los críticos de música contemporánea. Muchas publicaciones, tanto físicas como virtuales, lo proclaman como uno de los mejores álbumes de la década. Llegó al número dieciocho en el listado oficial de Estados Unidos, Billboard 200, y escaló hasta el uno en el listado temático de música electrónica. Kala lanzó tres sencillos mundialmente: "Boyz", "Jimmy" y "Paper Planes".

## Composición y grabación
En 2005, M.I.A. (Mathangi "Maya" Arulpragasam) declaró que deseaba trabajar con el productor estadounidense Timbaland para su segundo álbum, mientras varios rumores apuntaban a ello. Sin embargo, la artista tuvo problemas con su visa (fue anulada al ser acusada de vínculos con el movimiento Tigres de Liberación del Eelam Tamil en Sri Lanka), y solo fue posible que Timbaland cantara algunas partes de la canción "Come Around".
M.I.A. viajó a India y allí conoció al productor cinematográfico y musical A. R. Rahman. En futuras declaraciones, comentó que le era difícil transmitir sus ideas, lo que les dificultó el trabajo. Sin embargo, Rahman le cedió el nombre y ubicación de varios músicos que colaborarían con el álbum, entre ellos, el grupo de percusión The Tapes. El productor Switch, quien inicialmente viajó a India como ingeniero de sonido para el material, a última instancia se convirtió en uno de sus principales colaboradores, tanto como compositor, como productor. Junto a él, la cantante usó la aplicación Logic Pro de Apple para mezclar algunos de los temas. Al concluir las sesiones de grabación, M.I.A. las comparó con una canica, señalando que "haciendo una canica grande y vieja con cantidad de influencias de diferentes países".

## Contenido musical y lírico
Kala fue bautizado en honor a su madre en contraste a Arular, el cual es el nombre del padre de la cantante. M.I.A. comentó que Arular era un "álbum masculino", pero que Kala "es sobre mi mamá y sus esfuerzos - trabajar, alimentar a tus hijos, cuidarlos y educarlos". Sumado, describió al contenido lírico general del álbum con "formas, colores, África, calles, poder, perra, mundo y valentía".
Las canciones "Boyz" y "Bird Flu" usan tambores de reloj, representativos de la región de Tamil Nadu en India, y fueron grabadas en Trinidad. La letra de "Boyz" trata sobre el tiempo que la cantante permaneció en Jamaica e incluye referencias a los bailes típicos de la isla. La inspiración lírica de "Hussel" data de las vivencias que tienen los contrabandistas, y al respecto, M.I.A. comentó que "si se hunden y se quejan, ¿cómo sonaría? Ese es el porqué usé ecos de submarino". 
M.I.A. optó por trabajar con Afrikan Boy, quien ofreció su voz en la canción "Hussel". Por otra parte, decidió incluir el remix de la canción de Wilcannia Mob, "Mango Pickle Down River" en el álbum. La canción "Jimmy" es, nuevamente, un tributo a su madre, y es una versión propia de M.I.A. de una canción usada en el viejo Bollywood, con la que ella se identificaba de niña. El tema "20 Dollar" usa un fragmento de "Where Is My Mind?" de Pixies, mientras que su contenido lírico se centra en lo relativamente fácil de conseguir una arma AK-47 en Liberia. La pista "XR" recrea las vivencias de la artista durante su tiempo de adolescencia en Londres, mientras que la canción "Paper Planes", a modo de mofa, señala las dificultades de M.I.A. con su visa y el modo en que los emigrantes son tratados en Estados Unidos.

## Lista de canciones
| Lista de canciones. |                                    | |          |  |
| N.º                 | Título                             | Escritor(es) | Duración |  |
| 1.                  | «Bamboo Banga»                     | Mathangi Arulpragasam, Ilaiyaraaja, Jonathan Richman y Dave Taylor.                                                                 | 4:58     |  |
| 2.                  | «Bird Flu»                         | Arulpragasam, R. P. Patnaik y Taylor.                                                                                               | 3:24     |  |
| 3.                  | «Boyz»                             | Arulpragasam y Taylor. | 3:27     |  |
| 4.                  | «Jimmy»                            | Arulpragasam, Bappi Lahiri y Taylor.                                                                                                | 3:29     |  |
| 5.                  | «Hussel» (junto a Afrikan Boy)     | Arulpragasam, Wesley Pentz y Taylor.                                                                                                | 4:25     |  |
| 6.                  | «Mango Picke Down River»           | Brendan Adams, Arulpragasam, Buddy Blair, Keith Dutton, Walter Ebsworth, Roy Johnson, Lendal King, Morgan Lewis y Daniel M. Wright. | 3:53     |  |
| 7.                  | «20 Dollar»                        | Arulpragasam, Charles Thompson y Taylor.                                                                                            | 4:34     |  |
| 8.                  | «World Town»                       | Arulpragasam, Blaqstarr y Taylor.                                                                                                   | 3:53     |  |
| 9.                  | «The Turn»                         | Arulpragasam y Blaqstarr. | 3:52     |  |
| 10.                 | «XR2»                              | Arulpragasam, Pentz y Taylor. | 4:20     |  |
| 11.                 | «Paper Planes»                     | Arulpragasam, Mick Jones, Topper Headon, Pentz, Paul Simonon y Joe Strummer.                                                        | 3:24     |  |
| 12.                 | «Comes Around» (junto a Timbaland) | Arulpragasam, Timothy Clayton y Timothy Mosley.                                                                                     | 3:53     |  |